# ميريام دييغيث
ميريام دييغيث دي أونيا (من مواليد 4 مايو 1986)، والمعروفة باسم ميريام، هي لاعبة كرة قدم إسبانية تلعب في مركز الوسط لصالح نادي الرياض السعودي.

## المسيرة مع الأندية
لعبت ميريام لصالح إسبانيول، ورايو فاييكانو، وبرشلونة، وحققت لقب الدوري مع الأندية الثلاثة، بالإضافة إلى تمثيلها لكل من ملقا وليفانتي. كانت قائدة إسبانيول خلال سنواتها الأخيرة مع الفريق. لاحقاً، لعبت لصالح ألافيس، قبل أن تنضم إلى نادي الرياض السعودي قبيل موسم 2023–24. حالياً، تلعب ميريام لصالح نادي سي إي سيغول في بادالونا، ضمن الدرجة الرابعة لكرة القدم النسائية الإسبانية.

## المسيرة الدولية
حققت ميريام لقب بطولة أوروبا تحت 19 سنة 2004، كما مثلت إسبانيا في كأس العالم تحت 20 سنة لاحقاً.
شاركت مع منتخب إسبانيا لكرة القدم للسيدات في مباراة انتهت بالتعادل 2–2 على أرضها ضد فنلندا بتاريخ 15 فبراير 2005. في يونيو 2013، استدعاها المدرب إغناسيو كويريدا ضمن قائمة إسبانيا المشاركة في بطولة أمم أوروبا للسيدات 2013 في السويد.

## الألقاب
إسبانيول
- الدوري الإسباني: 2005–06
- كأس الملكة: 2006، 2009، 2010

رايو فاييكانو
- الدوري الإسباني: 2010–11

برشلونة
- الدوري الإسباني: 2011–12، 2012–13، 2013–14، 2014–15
- كأس الملكة: 2013، 2014

بيو إف سي
- دوري كوينز: 2023 (المرحلة الصيفية)